# Princeton Theological Seminary
Princeton Theological Seminary (PTS) is een theologische opleiding in Princeton, New Jersey. Het seminarie is het grootste opleidingsinstituut dat behoort tot de Presbyteriaanse Kerk in de Verenigde Staten. Het is het op een na oudste seminarie van de VS, opgericht in 1812 onder leiding van Archibald Alexander, door de algemene vergadering van de Presbyteriaanse Kerk en het college van New Jersey (nu de Princeton-universiteit).